# Peter Jackson

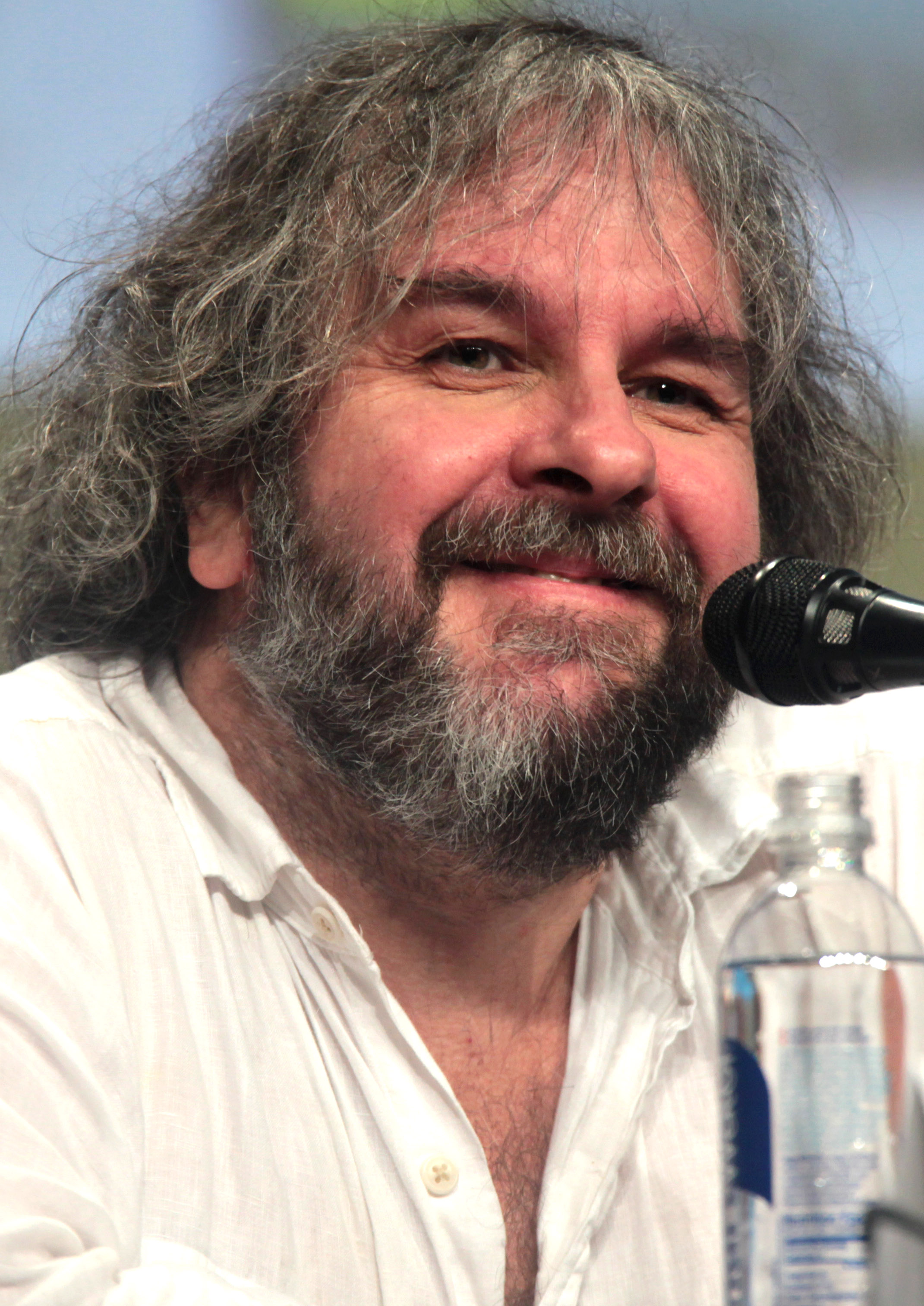
Peter Jackson (2014)

Sir Peter Jackson KNZM ONZ (* 31. Oktober 1961 in Pukerua Bay, Neuseeland) ist ein neuseeländischer Filmregisseur, Filmproduzent, Drehbuchautor und Schauspieler. Bekannt wurde er besonders durch seine Regiearbeit in der Trilogie Der Herr der Ringe, die 17 Oscars erhielt, drei davon gingen an ihn.

## Leben und Werk

### Herkunft
Jackson wuchs in Pukerua Bay, 30 Kilometer nördlich von Wellington auf. Seine Eltern waren gebürtige Briten. Schon als Kind war Jackson ein Filmfan und wuchs mit Werken von Ray Harryhausen und Serien wie Thunderbirds auf. In der Schule galt er eher als Sonderling.

### Die Anfänge
Jackson begann schon in jungen Jahren mit einer Super-8-Kamera zu experimentieren. Sein Interesse am Filmen wurde größer, als er erstmals den Klassiker King Kong und die weiße Frau (1933) gesehen hatte. Zunächst träumte er davon, als Erwachsener Spezialeffekte zu machen. Es entstanden mit seinem besten Freund Pete O’Herne die Filme Ponty Mython (eine Parodie auf Monty Python’s Flying Circus), Planet of the Peters (inspiriert von Planet der Affen), ein Film über den Zweiten Weltkrieg, für den er den heimischen Garten mit Schützengräben durchzog, sowie der Kurzfilm The Valley, der für einen Wettbewerb hergestellt, aber nicht prämiert wurde. Mit siebzehn Jahren brach er die Schule ab, um in der Filmbranche Fuß zu fassen. Von seinem ersten Gehalt als Photolithograph bei der Wellington Evening Post kaufte er sich eine Kamera und begann mit der Arbeit an Kurzfilmen.
Eines seiner Kurzfilmprojekte, der 1983 begonnene Roast of the Day, entwickelte sich zu Jacksons erstem Spielfilm. Sämtliche Rollen wurden mit Freunden und Bekannten besetzt; auch Jackson selbst spielte zwei Charaktere. Die Handlung durchlief eine große Entwicklung. Sollte es ursprünglich um einen Kollektensammler gehen, der von Kannibalen gefressen wird, so waren es später Aliens, die sich als Rettungseinheit tarnen, um den Kollektensammler zu fressen, und schließlich ging es um eine Rettungsmannschaft, die einen Kollektensammler vor kannibalischen Aliens rettet. Erst nach vier Jahren wurde das Werk als abendfüllender Spielfilm vollendet, nachdem die New Zealand Film Commission Unterstützung gewährt hatte: Bad Taste, sein erster Spielfilm, gewann auf Festivals insgesamt 16 Fantasy- und Science-Fiction-Preise (auch im Rahmen des Cannes Film Festivals). Nun wurde die heimische Filmbranche doch auf ihn aufmerksam. Der Gründer der New Zealand Film Commission Jim Booth verließ diese und arbeitete fortan bis zu seinem Tod 1994 als Produzent mit Peter Jackson zusammen.
1987 heiratete Jackson Fran Walsh, die ebenfalls ein großer Filmfan ist und fortan an fast all seinen Projekten als Drehbuchautorin oder Co-Produzentin mitarbeitete.
Jackson dreht für das Fernsehen oder wirkt bei Spezialeffekten für Produktionen mit. Des Öfteren nutzt er die Chance, als Statist oder Nebendarsteller in seinen Filmen mitzuspielen. Sein Puppenfilm Meet the Feebles wurde als „nicht jugendfrei“ eingestuft. Mit Braindead von 1992 folgte als nächste Arbeit wieder ein Horrorfilm, der heute Kultstatus genießt, aber in Deutschland in der ungeschnittenen Fassung nach § 131 StGB bundesweit beschlagnahmt wurde. Jacksons Werk zeigte hier besonders stark eine Anlehnung an Vorbilder wie Sam Raimi und George A. Romero, aber auch Buster Keaton und Monty Python. Man spricht vom Genre des „Funsplatter“, das Jackson mit Bad Taste gewissermaßen erfunden und mit Braindead zur Vollendung gebracht hat.
Das Drama Heavenly Creatures, mit Kate Winslet und Melanie Lynskey als jugendliche Mörderinnen, machte ihn 1994 international bekannt, als er dafür den Silbernen Löwen von Venedig und eine Oscar-Nominierung für das beste Drehbuch erhielt.

### Durchbruch in Hollywood

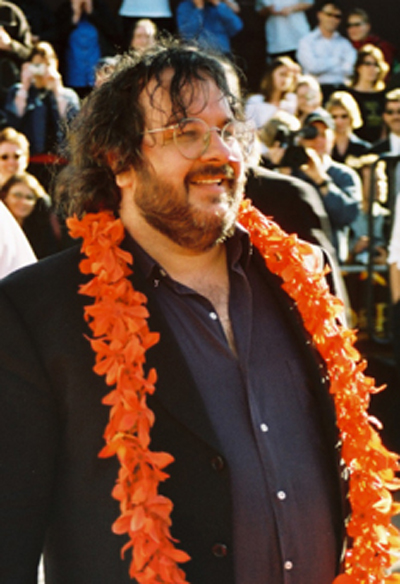
Jackson bei der Weltpremiere 2003 des dritten Teils des Herrn der Ringe in Wellington (Neuseeland)

Zusammen mit seiner Frau Fran Walsh gründete er die Filmproduktionsfirma WingNut Films. Zudem ist er an der Spezialeffekt-Firma Weta Digital beteiligt, die 1993 gegründet wurde. 1996 erschien The Frighteners mit Michael J. Fox in der Hauptrolle. Die Horrorkomödie thematisiert auf humorvolle Weise das Geschäft mit dem Tod. Fox spielt einen Geisteraustreiber, der seit einem Autounfall Tote sehen kann und mit diesen gemeinsam Geld verdient, indem er sie in diversen Wohnungen spuken lässt. Der Film litt an seinem aufgeblähten und komplizierten Drehbuch einerseits, seinen schrillen und unglaubwürdigen Charakteren andererseits. Trotzdem gelang Jackson eine interessante Mischung aus Krimi, Geistergeschichte, Komödie und Abenteuer, die visuell den Bogen zwischen Jacksons Frühwerken und seiner Mainstreamzeit schlägt.
1997 begannen die Vorbereitungen für das bisher größte Filmprojekt: die Verfilmung des Fantasy-Epos Der Herr der Ringe von J. R. R. Tolkien. Jackson verfilmte das Buch als Trilogie, alle drei Teile wurden am Stück an diversen Drehorten in Jacksons Heimat Neuseeland gedreht. Die Filme kamen 2001 (Der Herr der Ringe: Die Gefährten), 2002 (Der Herr der Ringe: Die zwei Türme) und 2003 (Der Herr der Ringe: Die Rückkehr des Königs) jeweils kurz vor Weihnachten weltweit in die Kinos.
Mit dieser Trilogie schuf Jackson einen Meilenstein der Filmgeschichte: alle drei Teile errangen zusammen 30 Oscar-Nominierungen und wurden letztendlich mit 17 Oscars ausgezeichnet. Der dritte Teil erhielt alle 11 Oscars, für die er nominiert wurde (darunter den Preis für den besten Film und die beste Regie). Außerdem wurde Die Rückkehr des Königs als erster Fantasy-Film überhaupt mit dem Oscar für den besten Film ausgezeichnet. Im Jahr 2022 erklärte er, dass er die Der-Herr-der-Ringe-Filme nie wie der gewöhnliche Zuschauer genießen konnte, weil er stets an die Arbeit und den Aufwand dahinter denken musste. Daher habe er eine Zeit lang in Erwägung gezogen, sich in eine Hypnotherapie zu begeben.
Durch die Herr-der-Ringe-Filme wurde Jackson praktisch über Nacht vom neuseeländischen Genreregisseur zu einem der erfolgreichsten und bekanntesten Filmemacher der Gegenwart. Obwohl er danach ankündigte, einen kleinen Film mit geringen Kosten drehen zu wollen, war sein nächstes Projekt die aufwändige Neuverfilmung von King Kong und die weiße Frau (King Kong), die am 14. Dezember 2005 weltweit in die Kinos kam. Auch wenn der Film Millionenbeträge an den Kinokassen einspielte, blieb er dennoch hinter den sehr hohen Erwartungen zurück.
Peter Jackson hatte 2007 einen kleinen Gastauftritt in der Komödie Hot Fuzz, verkleidet als Weihnachtsmann, welcher der Hauptperson des Filmes ein Messer durch die Hand stößt.

### Der Hobbit und andere Projekte

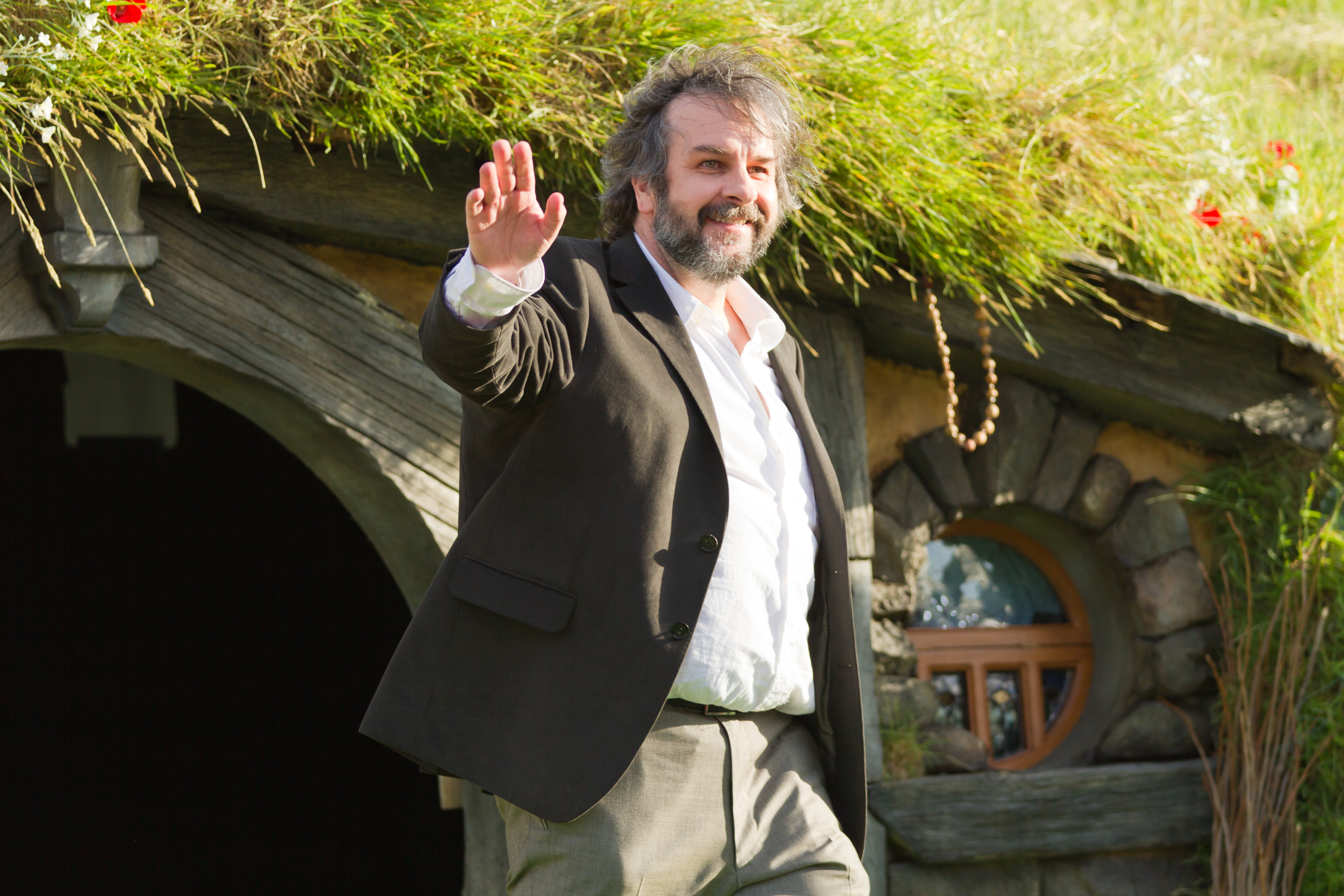
Peter Jackson bei der Weltpremiere von Der Hobbit: Eine unerwartete Reise (2012)

Peter Jacksons nächstes großes Projekt war die Verfilmung von Tolkiens Der Hobbit als Dreiteiler. Produziert wurden die drei Filme von Warner Bros. in Kooperation mit Metro-Goldwyn-Mayer. Die Finanzierung und der internationale Vertrieb wurden von Warner Bros. übernommen. Die Regie übernahm Jackson selbst, zusammen mit seiner Frau Fran Walsh war er auch ausführender Produzent. Die Drehbücher schrieb Jackson zusammen mit Walsh, Philippa Boyens und Guillermo del Toro. Sowohl diverse Schauspieler (z. B. Ian McKellen, Andy Serkis) als auch kreative Mitarbeiter (z. B. Alan Lee) übernahmen erneut ihre Rollen und Funktionen aus Der Herr der Ringe. Howard Shore arbeitete an der Musik, und in diversen Interviews sagte er, er habe einige musikalische Elemente bereits zur Zeit der Arbeit an Der Herr der Ringe gefunden. Die Dreharbeiten begannen am 21. März 2011. Die Weltpremiere des ersten Teils fand am 28. November 2012 statt.
Jackson besitzt eine Option auf die Verfilmung von Naomi Noviks Temeraire-Romanzyklus, der historische Elemente mit fantastischen Elementen mischt. Jackson sagte in einem Interview mit der Internetseite aintitcoolnews.com, in der Vermengung von Historizität und Phantastik sehe er ganz deutlich ein prägendes Element seines filmischen Schaffens.
Nach wie vor spielt Jackson auch mit dem Gedanken, Bad Taste und The Frighteners fortzusetzen. Die geplante Verfilmung des Videospiels Halo sei vorerst auf Eis gelegt, teilte Jackson in einer Pressemitteilung mit. Weder Universal noch Fox hätten den Verträgen zur Finanzierung des Films zugestimmt.
Bereits seit 2006 plant Jackson eine Neuverfilmung des Films The Dam Busters aus dem Jahre 1955, der die Zerstörung der Möhnesperrmauer im Rahmen von Operation Chastise während des Zweiten Weltkriegs behandelt, und bei dem seinerzeit berühmte Schauspieler wie Richard Todd und Michael Redgrave mitwirkten. Die Regie soll Jacksons langjähriger Mitarbeiter, der Designer und Storyboarder Christian Rivers übernehmen. Bereits vor einigen Jahren informierte sich Jackson bei Zeitzeugen im westfälischen Werl ausführlich über die Vorkommnisse.
Seit Herbst 2007 arbeitet Jackson zusammen mit Steven Spielberg an drei Tim-und-Struppi-Filmen. Der erste Teil der Trilogie trägt den Titel Die Abenteuer von Tim und Struppi – Das Geheimnis der Einhorn. Ob er wie geplant die Regie beim zweiten der drei Filme übernehmen wird, ist bisher unklar. Die Trilogie wird mit Motion-Capture-Technik als CGI-Animationsfilme gedreht. Der Kinostart war in Deutschland im Oktober 2011.
Am 31. Oktober 2014 erschien der Musikdokumentarfilm Planes, Trains and Eric. Dort produzierte Jackson zusammen mit Eric Clapton eine Mischung aus Reisegeschehen und Konzertmaterial des Weltstars.
Während des London Film Festival 2018 veröffentlichte Jackson den Dokumentarfilm They Shall Not Grow Old über das Leben an der Front und in der Heimat britischer Soldaten während des Ersten Weltkriegs, in dem neben Archivaufnahmen auch Zeitzeugen in Form von Tagebucheinträgen und mit Hilfe von Lippenlesern über Voiceover zu Wort kommen. Jackson hatte insgesamt über 600 Stunden Filmmaterial aus den Archiven des Imperial War Museum zur Auswahl, die er koloriert und in 3D transformiert auf eine Länge von 99 Minuten komprimierte. Peter Jackson widmete den Film seinem eigenen Großvater, der den Ersten Weltkrieg als Soldat erlebte. In einem Interview zur Premiere sagte er über den Film: „Krieg ist grauenvoll – wir wollten ihn nicht grauenvoller machen als er ist. Aber wir wollten ihn auch nicht verharmlosen.“ Der Film sollte ursprünglich an nur einem Abend in ausgewählten britischen Kinos laufen. Für den 11. November 2018, dem Tag des Waffenstillstand im Ersten Weltkrieg, ist die Premiere in der BBC geplant. Aufgrund der positiven Resonanz und des guten Einspielergebnisses ist eine weitere Veröffentlichung auch in anderen Teilen der Welt möglich.
Am 27. November 2018 feierte der Film Mortal Engines: Krieg der Städte Premiere, bei dem Jackson sowohl als Drehbuchautor als auch als Produzent beteiligt ist. Die Regie übernahm Christian Rivers, mit dem Jackson bereits bei vielen Projekten zusammengearbeitet hat.
Nachdem Jackson, der The Beatles-Fan ist, von Paul McCartney gebeten wurde, etwa 60 Stunden Videoaufnahmen der Beatles aus dem Jahr 1969 zu sichten, zu restaurieren und daraus einen Film zu schneiden, entstand in Zusammenarbeit mit McCartney, Ringo Starr, Yoko Ono, Olivia Harrison und Weiteren der dreiteilige Dokumentarfilm The Beatles: Get Back. Im November 2021 wurde der Film veröffentlicht.

### Familie
Jackson hat mit Fran Walsh, die als Co-Produzentin, Co-Autorin und Co-Songwriterin ebenfalls drei Oscars für den dritten Teil der Der-Herr-der-Ringe-Trilogie erhielt, zwei Kinder namens Billy (* 1995) und Katie (* 1996), die in der Fantasy-Trilogie und am Anfang von King Kong in mehreren kleinen Kurzauftritten zu sehen sind. Billy ist außerdem in der Szene mit den „schwebenden“ Babys in The Frighteners zu sehen.

## Filmografie
| Jahr | Titel                                                         | Titel                                             | Regisseur | Produzent | Drehbuchautor | Darsteller |
| Jahr | Deutscher Titel                                               | Originaltitel                                     | Regisseur | Produzent | Drehbuchautor | Darsteller |
| ---- | ------------------------------------------------------------- | ------------------------------------------------- | --------- | --------- | ------------- | ---------- |
| 1976 | The Valley                                                    | The Valley                                        | ja        | ja        | ja            | ja         |
| 1987 | Bad Taste                                                     | Bad Taste                                         | ja        | ja        | ja            | ja         |
| 1989 | Meet the Feebles                                              | Meet the Feebles                                  | ja        | ja        | ja            | nein       |
| 1992 | Valley of the Stereos                                         | Valley of the Stereos                             | nein      | ja        | nein          | nein       |
| 1992 | Braindead / Dead Alive                                        | Braindead                                         | ja        | nein      | ja            | Cameo      |
| 1994 | Heavenly Creatures                                            | Heavenly Creatures                                | ja        | ja        | ja            | Cameo      |
| 1995 | Forgotten Silver                                              | Forgotten Silver                                  | ja        | ja        | ja            | Er selbst  |
| 1996 | Der Überflieger                                               | Jack Brown Genius                                 | nein      | ja        | ja            | nein       |
| 1996 | The Frighteners                                               | The Frighteners                                   | ja        | ja        | ja            | Cameo      |
| 2001 | Der Herr der Ringe: Die Gefährten                             | The Lord of the Rings: The Fellowship of the Ring | ja        | ja        | ja            | Cameo      |
| 2002 | Der Herr der Ringe: Die zwei Türme                            | The Lord of the Rings: The Two Towers             | ja        | ja        | ja            | Cameo      |
| 2003 | Der Herr der Ringe: Die Rückkehr des Königs                   | The Lord of the Rings: The Return of the King     | ja        | ja        | ja            | Cameo      |
| 2003 | The Long and Short of It                                      | The Long and Short of It                          | nein      | ja        | nein          | ja         |
| 2005 | King Kong                                                     | King Kong                                         | ja        | ja        | ja            | Cameo      |
| 2007 | Hot Fuzz – Zwei abgewichste Profis                            | Hot Fuzz                                          | nein      | nein      | nein          | Cameo      |
| 2008 | Crossing the Line                                             | Crossing the Line                                 | ja        | nein      | ja            | nein       |
| 2009 | District 9                                                    | District 9                                        | nein      | ja        | nein          | nein       |
| 2009 | In meinem Himmel                                              | The Lovely Bones                                  | ja        | ja        | ja            | Cameo      |
| 2011 | Die Abenteuer von Tim und Struppi – Das Geheimnis der Einhorn | The Adventures of Tintin                          | nein      | ja        | nein          | nein       |
| 2012 | West of Memphis                                               | West of Memphis                                   | nein      | ja        | nein          | nein       |
| 2012 | Der Hobbit: Eine unerwartete Reise                            | The Hobbit: An Unexpected Journey                 | ja        | ja        | ja            | Cameo      |
| 2013 | Der Hobbit: Smaugs Einöde                                     | The Hobbit: The Desolation of Smaug               | ja        | ja        | ja            | Cameo      |
| 2014 | Planes, Trains and Eric                                       | Planes, Trains and Eric                           | nein      | ja        | nein          | Nein       |
| 2014 | Der Hobbit: Die Schlacht der Fünf Heere                       | The Hobbit: The Battle of the Five Armies         | ja        | ja        | ja            | Cameo      |
| 2018 | They Shall Not Grow Old                                       | They Shall Not Grow Old                           | ja        | ja        | ja            | nein       |
| 2018 | Mortal Engines: Krieg der Städte                              | Mortal Engines                                    | nein      | ja        | ja            | nein       |
| 2021 | The Beatles: Get Back                                         | The Beatles: Get Back                             | ja        | ja        | nein          | nein       |

## Auszeichnungen

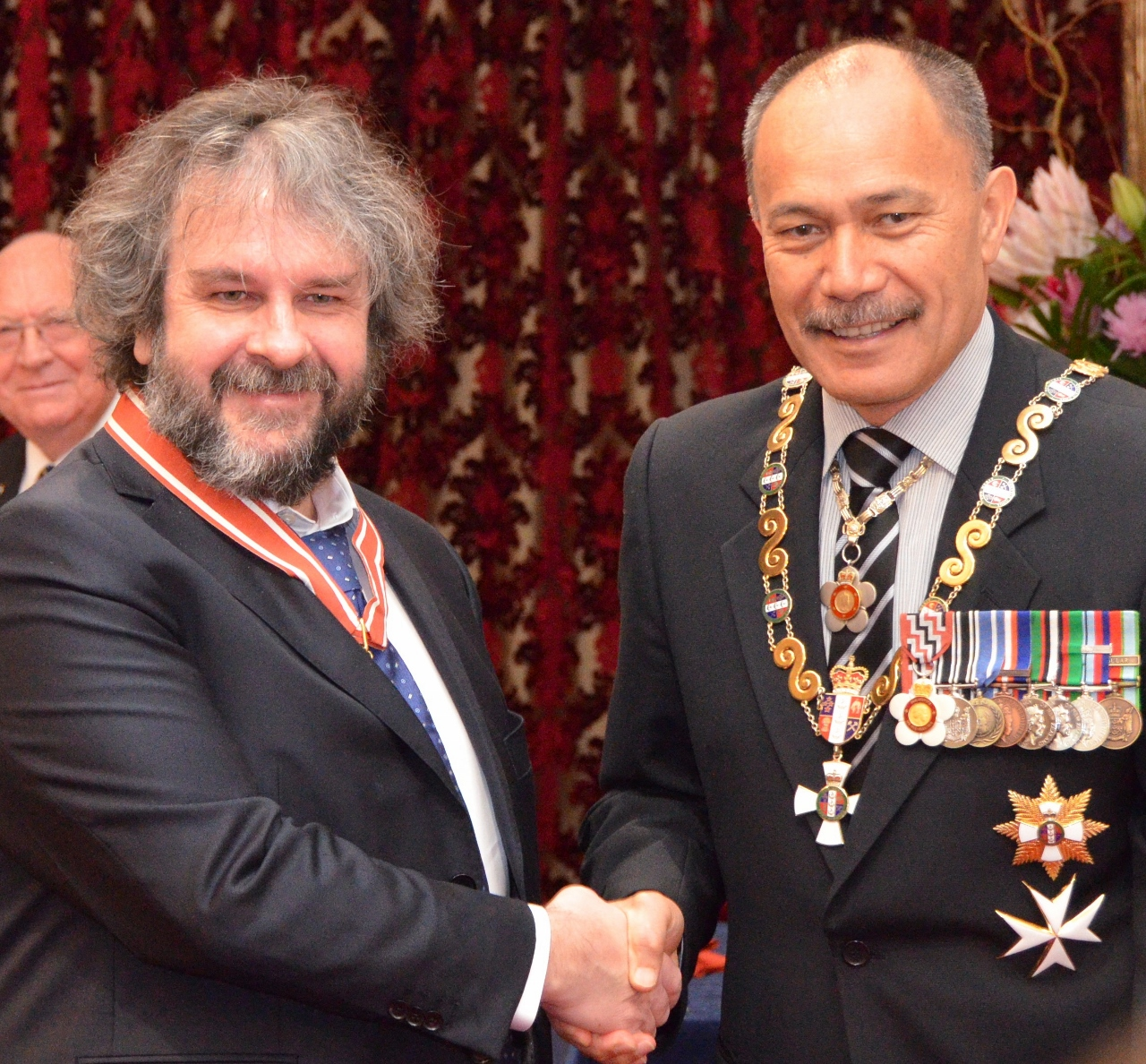
Peter Jackson bei der Auszeichnung mit dem Orden von Neuseeland mit Jerry Mateparae dem damaligen Generalgouverneur Neuseelands (2013)

| Platz | Film                                        |
| ----- | ------------------------------------------- |
| 6     | Der Herr der Ringe: Die Rückkehr des Königs |
| 9     | Der Herr der Ringe: Die Gefährten           |
| 12    | Der Herr der Ringe: Die zwei Türme          |

### Oscar
- 2004: Beste Regie für Der Herr der Ringe: Die Rückkehr des Königs
- 2004: Bester Film für Der Herr der Ringe: Die Rückkehr des Königs
- 2004: Bestes adaptiertes Drehbuch für Der Herr der Ringe: Die Rückkehr des Königs

außerdem nominiert:
- 1995: Bestes Drehbuch für Heavenly Creatures
- 2002: Beste Regie für Der Herr der Ringe: Die Gefährten
- 2002: Bester Film für Der Herr der Ringe: Die Gefährten
- 2002: Bestes Drehbuch für Der Herr der Ringe: Die Gefährten
- 2003: Bester Film für Der Herr der Ringe: Die zwei Türme
- 2010: Bester Film für District 9

### Saturn Award
- 2002: Bester Regisseur für Der Herr der Ringe: Die Gefährten
- 2004: Bester Regisseur für Der Herr der Ringe: Die Rückkehr des Königs
- 2006: Bester Regisseur für King Kong

### Weitere
- 2002: Ernennung zum Companion des New Zealand Order of Merit durch Königin Elisabeth II.
- 2004: Karl Edward Wagner Award
- 2007: Jupiter als Bester Regisseur international für King Kong
- Am 31. Dezember 2009 wurde er von Königin Elisabeth II. als Knight Companion des New Zealand Order of Merit geadelt und darf sich seither Sir nennen.
- Nebula Award in der Kategorie „Best Script (Bestes Drehbuch)“ für Der Herr der Ringe: Die Gefährten, Der Herr der Ringe: Die zwei Türme, Der Herr der Ringe: Die Rückkehr des Königs, 2002, 2003, 2004
- 2012: Order of New Zealand
- 2014: Stern auf dem Hollywood Walk of Fame